# Psilus acutangulus
Psilus acutangulus är en stekelart som först beskrevs av Carl-Axel Jansson 1942.  Psilus acutangulus ingår i släktet Psilus, och familjen hyllhornsteklar. Arten är reproducerande i Sverige.